# Lo Tancat (la Vileta)
Lo Tancat és un indret del terme municipal de Tremp, al Pallars Jussà, dins de l'antic terme de Fígols de Tremp.
Està situat al nord-oest de la Vileta, en un dels contraforts que uneixen la carena per on discorre la carretera C-1311, aproximadament en el seu punt quilomètric número 9, amb el fons de la vall del barranc de la Vileta. És el primer paral·lel a llevant del Serrat de la Roureda.